# Eugen Galewsky
Eugen Emanuel Galewsky (ur. 6 lutego 1864 we Wrocławiu, zm. 15 lutego 1935 w Dreźnie) – niemiecki lekarz dermatolog. Brat chemika Paula Galewsky’ego.

## Życiorys
Pochodził z kupieckiej rodziny. Syn Louisa Galewsky’ego (1819–1895), producenta wódek i likierów z Wrocławia. Studiował medycynę w latach 1883-88 na Śląskim Uniwersytecie Fryderyka Wilhelma we Wrocławiu i Uniwersytecie Alberta i Ludwika we Fryburgu Bryzgowijskim, tam w 1887 roku otrzymał tytuł doktora medycyny. Następnie pracował w Instytucie Higieny Uniwersytetu we Fryburgu, a potem w klinice chorób skóry we Wrocławiu u Alberta Neissera. Od 1891 na oddziale chorób skóry w zakładzie leczniczym w Dreźnie. W 1912 został profesorem tytularnym.
Był autorem około 100 artykułów naukowych, zajmował się głównie chorobami dermatologicznymi wieku dziecięcego i schorzeniami włosów. W 1916 wprowadził do leczenia łuszczycy cygnolinę, związek chemiczny odkryty przez jego brata Paula.
Pod koniec życia był ofiarą antysemickich szykan. Jego prywatna praktyka był bojkotowana. Zmarł w niejasnych okolicznościach (gazety podały jako przyczynę śmierci zawał serca, uważa się, że mógł popełnić samobójstwo).

## Prace
- Ein einfaches Verfahren zur Herstellung von Hautphotographien (zur Erklärung der von der Dermatolog. Klinik zu Breslau ausgestellten Photographien)[4] (1892)
- Über eine noch nicht beschriebene Haarerkrankung (Trichonodosis)[5] (1906)
- Über eine eigenartige Verhornungsanomalie der Follikel und deren Haare[6] (1911)
- Über Erythrodermia congenitalis ichthyosiformis[7] (1912)